# Sinularia parva
Sinularia parva is een zachte koraalsoort uit de familie Alcyoniidae. De koraalsoort komt uit het geslacht Sinularia. Sinularia parva werd in 1970 voor het eerst wetenschappelijk beschreven door Tixier-Durivault. 